# Merkel (Texas)
Merkel és una població dels Estats Units a l'estat de Texas. Segons el cens del 2000 tenia 2.637 habitants.

## Demografia
Segons el cens del 2000, Merkel tenia 2.637 habitants, 012 habitatges, i 719 famílies. La densitat de població era de 519,5 habitants/km².
Dels 012 habitatges en un 37,9% hi vivien nens de menys de 18 anys, en un 54,7% hi vivien parelles casades, en un 13,3% dones solteres, i en un 28,9% no eren unitats familiars. En el 25,9% dels habitatges hi vivien persones soles el 14,7% de les quals corresponia a persones de 65 anys o més que vivien soles. El nombre mitjà de persones vivint en cada habitatge era de 2,56 i el nombre mitjà de persones que vivien en cada família era de 3,08.
Per edats la població es repartia de la següent manera: un 28,2% tenia menys de 18 anys, un 8,3% entre 18 i 24, un 27% entre 25 i 44, un 20,7% de 45 a 60 i un 15,8% 65 anys o més.
L'edat mediana era de 36 anys. Per cada 100 dones de 18 o més anys hi havia 80,3 homes.
La renda mediana per habitatge era de 29.083 $ i la renda mediana per família de 34.250 $. Els homes tenien una renda mediana de 30.000 $ mentre que les dones 16.620 $. La renda per capita de la població era de 13.292 $. Aproximadament el 9,9% de les famílies i el 13,6% de la població estaven per davall del llindar de pobresa.

## Poblacions més properes
El següent diagrama mostra les poblacions més properes.